# Kanton Sarzeau
Sarzeau is een voormalig kanton van het Franse departement Morbihan. Het kanton maakte deel uit van het arrondissement Vannes. Het werd opgeheven bij decreet van 21 februari 2014, met uitwerking op 22 maart 2015. De gemeenten werden opgenomen in het nieuwe kanton Séné.

## Gemeenten
Het kanton Sarzeau omvatte de volgende gemeenten:
- Arzon
- Saint-Armel
- Saint-Gildas-de-Rhuys
- Sarzeau (hoofdplaats)
- Le Tour-du-Parc